# Callithrix manicorensis
Mico manicorensis
Espèce
Synonymes
- Mico marcai
- Callithrix manicorensis

Statut CITES
Le Ouistiti du Rio Manicoré (Mico manicorensis ou Callithrix manicorensis) est une espèce de primate de la famille des Callitrichidae.

## Autres noms
Rio Manicoré marmoset. Sagüi, sauím, branquinho (« petit gars blanc », en portugais) au Brésil.

## Distribution
Nord du Brésil, au sud de l’Amazone. Présent au nord jusqu’au Rio Madeira, à l’ouest jusqu’au Rio Manicoré, à l’est jusqu’au bas Rio Aripuanã, au sud jusqu’à une limite inconnue (autour de 7°S) à partir de laquelle on devrait rencontrer M. marcai.

## Habitat
Forêt pluviale.

## Sympatrie et association
Au nord de sa distribution, il est sympatrique de l’Ouistiti nain (Callibella humilis).

## Description
Épaules et cou blanc grisâtre pâle. Dos et croupe blanc grisâtre et mouchetés transversalement de gris plus foncé (ce qui donne l’apparence d’une raie). Fourrure extérieure des pattes arrière orangé, celle des bras ochracée à orangé. Dessous du corps orange brillant sauf la gorge et la poitrine blanches. Pieds et mains orangés. Queue noire, légèrement mouchetée d’orange et de gris à son extrémité. Tête avec couronne triangulaire gris pâle. Peau faciale et joues orangées, avec une pigmentation de brun sombre autour des yeux et sur le menton. Nez et pourtour de la bouche nus et rosâtres. Oreilles nues et entourées de fourrure blanche. Testicules hypertrophiés enfermés dans un scrotum blanc. Il fait partie du sous-groupe de M. nigriceps, M. marcai et M. aff. emiliae, mais ceux-ci ont une couronne noire.

## Mensurations
Corps 23 cm. Queue 38 cm. Poids 340 g. Rapport longueur bras/jambes (x100) : 78.

## Locomotion
Quadrupède.

## Comportements basiques
Diurne. Arboricole.

## Alimentation
Frugivore-gommivore-insectivore.

## Statut
Insuffisamment documenté.